# Anthimus IV van Constantinopel

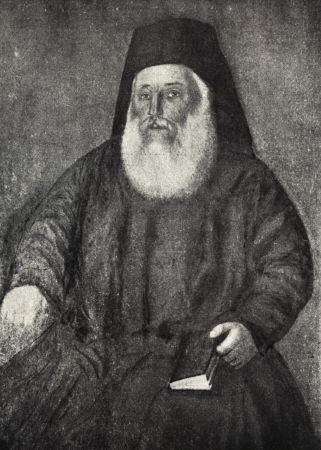
Anthimus IV

Anthimus IV (Grieks: Άνθιμος Δ΄) (Epirus 1827-Prinkipro (Prinseneilanden) 1878) was patriarch van Constantinopel van 21 februari 1840 tot 6 mei 1841 en van 19 oktober 1848 tot 30 oktober 1852.
Anthimus IV werd geboren in Istanboel (Constantinopel) en was kanselier van het patriarchaat van Constantinopel. Daarna werd hij gekozen tot metropoliet van Ikonion (Konya) van 1825 tot 1835, van Larissa van 1835 tot 1837, en van Nicomedia van 1837 tot 1840.
In 1840 werd hij tot patriarch gekozen, maar hij werd in 1842 aan de kant gezet door sultan Abdülmecit van het Ottomaanse Rijk. Hij trok zich terug op de Prinseneilanden. In 1848 werd hij opnieuw tot patriarch gekozen. Tijdens deze tweede termijn hield hij geheime onderhandelingen met de Grieks-Orthodoxe Kerk, die zichzelf in 1833 autocefaal had verklaard. In 1850 gaf hij een Patriarchale en Synodale verklaring af dat de autocefalie van de Griekse kerk in overeenstemming was met het canoniek recht.
In 1852 werd hij opnieuw afgezet. Hij ging weer naar de Prinseneilanden, waar hij bleef tot zijn dood in 1878.